# Prosymnidae
Prosymnidae – monotypowa rodzina węży z nadrodziny Elapoidea w obrębie rzędu łuskonośnych (Squamata).

## Rozmieszczenie geograficzne
Rodzina obejmuje gatunki występujące w Afryce (Senegal, Gambia, Gwinea, Sierra Leone, Liberia, Wybrzeże Kości Słoniowej, Mali, Burkina Faso, Ghana, Togo, Benin, Niger, Nigeria, Kamerun, Czad, Sudan, Somalia, Etiopia, Republika Środkowoafrykańska, Kongo, Demokratyczna Republika Konga, Rwanda, Burundi, Uganda, Kenia, Tanzania, Malawi, Zambia, Angola, Namibia, Botswana, Zimbabwe, Mozambik, Eswatini, Lesotho i Południowa Afryka). 

## Systematyka
Rodzaj Prosymna zdefiniował w 1849 roku angielski zoolog John Edward Gray w publikacji własnego autorstwa zatytułowanej Katalog okazów węży w kolekcji Muzeum Brytyjskiego. Gatunkiem typowym jest (oznaczenie monotypowe) P. meleagris.

### Etymologia
- Prosymna: etymologia nieznana, Gray nie wyjaśnił znaczenia nazwy rodzajowej[6].
- Temnorhynchus: gr. τεμνω temnō ‘ciąć’[8]; ῥις rhis, ῥινος rhinos ‘nos, pysk’[9]. Gatunek typowy (oznaczenie monotypowe): Temnorhynchus sundervalli Smith, 1849.
- Ligonirostra: łac. ligo, ligonis ‘motyka, graca’[10]; rostrum ‘pysk’[11].
- Asthenophis: gr. ασθενης asthenēs ‘słaby, nieznaczny’, od negatywnego przedrostka α- a-; σθενος sthenos ‘siła, moc’[12]; οφις ophis, οφεως opheōs ‘wąż’[13] . Gatunek typowy (oznaczenie monotypowe): Asthenophis ruspolii Boulenger, 1896.
- Pseudoprosymna: gr. ψευδος pseudos ‘fałszywy’[14] ; rodzaj Prosymna J.E. Gray, 1849[5]. Gatunek typowy (oznaczenie monotypowe): Prosymna (Pseudoprosymna) bergeri Lindholm, 1902.

### Podział systematyczny
Do rodziny należy jeden rodzaj Prosymna z następującymi gatunkami:
- Prosymna ambigua Bocage, 1873
- Prosymna angolensis Boulenger, 1915
- Prosymna bivittata Werner, 1903
- Prosymna collaris Sternfeld, 1908
- Prosymna confusa Conradie, Keates, Baptista & Lobón-Rovira, 2022
- Prosymna frontalis (Peters, 1867)
- Prosymna greigerti Mocquard, 1906
- Prosymna janii Bianconi, 1862
- Prosymna lineata (Peters, 1871)
- Prosymna lisima Conradie, Keates, Baptista & Lobón-Rovira, 2022
- Prosymna meleagris (Reinhardt, 1843)
- Prosymna ornatissima Barbour & Loveridge, 1928
- Prosymna pitmani Battersby, 1951
- Prosymna ruspolii (Boulenger, 1896)
- Prosymna semifasciata Broadley, 1995
- Prosymna somalica Parker, 1930
- Prosymna stuhlmanni (Pfeffer, 1893)
- Prosymna sundevalli (Smith, 1849)
- Prosymna visseri Fitzsimons, 1959